# トゥドゥック市
トゥドゥック市（守徳市、トゥドゥックし、しゅとくし、ベトナム語：Thành Phố Thủ Đức / 城庯守德）はベトナム社会主義共和国のホーチミン市にある省轄市である。
2020年12月9日に2区、9区、トゥドゥック区が合併して成立した。

## 行政区画
以下の34坊から構成される。
- アンロイドン（An Lợi Đông / 安利東）
- アンカイン（An Khánh / 安慶）
- アンフー（An Phú / 安富）
- ビンチエウ（Bình Chiểu / 平沼）
- ビントー（Bình Thọ / 平寿）
- ビンチュンドン（Bình Trưng Đông / 平征東）
- ビンチュンタイ（Bình Trưng Tây / 平征西）
- カットライ（Cát Lái / 吉來）
- ヒエップビンチャイン（Hiệp Bình Chánh / 合平正）
- ヒエップビンフオック（Hiệp Bình Phước / 合平福）
- ヒエップフー（Hiệp Phú / 合富）
- リンチエウ（Linh Chiểu / 靈沼）
- リンドン（Linh Đông / 靈東）
- リンタイ（Linh Tây / 靈西）
- リンチュン（Linh Trung / 靈中）
- リンスアン（Linh Xuân / 靈春）
- ロンビン（Long Bình / 隆平）
- ロンフオック（Long Phước / 隆福）
- ロンタインミー（Long Thạnh Mỹ / 隆盛美）
- ロンチュオン（Long Trường / 隆長）
- フーフー（Phú Hữu / 富有）
- フオックビン（Phước Bình / 福平）
- フオックロンA（Phước Long A / 福隆A）
- フオックロンB（Phước Long B / 福隆B）
- タムビン（Tam Bình / 三平）
- タムフー（Tam Phú / 三富）
- タンフー（Tân Phú / 新富）
- タンノンフーA（Tăng Nhơn Phú A / 增仁富A）
- タンノンフーB（Tăng Nhơn Phú B / 增仁富B）
- タインミーロイ（Thạnh Mỹ Lợi / 盛美利）
- タオディエン（Thảo Điền / 草田）
- トゥーティエム（Thủ Thiêm / 首添）
- チュオンタイン（Trường Thạnh / 長盛）
- チュオントー（Trường Thọ / 長寿）

## 交通
- ホーチミン地下鉄
  - 1号線
    - タオディエン駅 - アンフー駅 - ラックチエック駅 - フオックロン駅 - ビンタイ駅 - トゥドゥック駅 - ハイテクパーク駅 - 国家大学駅